# Lunndörrstjärnarna (Undersåkers socken, Jämtland, 699743-136162)
Lunndörrstjärnarna är en sjö i Åre kommun i Jämtland och ingår i Indalsälvens huvudavrinningsområde. Lunndörrstjärnarna ligger i Vålådalen Natura 2000-område.